# San Luis Potosí Challenger 2013
Il San Luis Potosí Challenger 2013 è stato un torneo di tennis facente parte della categoria ATP Challenger Tour nell'ambito dell'ATP Challenger Tour 2013. È stata la 27ª edizione del torneo che si è giocata a San Luis Potosí in Messico dal 25 al 31 marzo 2013 su campi in terra rossa e aveva un montepremi di $35,000+H.

## Partecipanti singolare

### Teste di serie
| Nazionalità | Giocatore                   | Ranking* | Testa di serie |
| ----------- | --------------------------- | -------- | -------------- |
| Australia   | John Millman                | 130      | 1              |
| Francia     | Jonathan Dasnières de Veigy | 147      | 2              |
| Argentina   | Diego Schwartzman           | 149      | 3              |
| Svizzera    | Marco Chiudinelli           | 151      | 4              |
| Tunisia     | Malek Jaziri                | 163      | 5              |
| Germania    | Peter Gojowczyk             | 170      | 6              |
| Slovacchia  | Andrej Martin               | 173      | 7              |
| Argentina   | Agustín Velotti             | 182      | 8              |

- Ranking al 18 marzo 2013.

### Altri partecipanti
Giocatori che hanno ricevuto una wild card:
- Miguel Gallardo Valles
- Daniel Garza
- Nicolás Massú
- Manuel Sánchez

Giocatori che sono passati dalle qualificazioni:
- Marcelo Arévalo
- Alessio Di Mauro
- Christopher Díaz-Figueroa
- Ruben Gonzales

Giocatori che hanno ricevuto un entry come alternate:
- Adrián Menéndez Maceiras

## Partecipanti doppio

### Teste di serie
| Nazionalità   | Giocatore         | Nazionalità   | Giocatore                | Ranking* | Testa di serie |
| ------------- | ----------------- | ------------- | ------------------------ | -------- | -------------- |
| India         | Purav Raja        | India         | Divij Sharan             | 246      | 1              |
| Taipei cinese | Lee Hsin-han      | Taipei cinese | Peng Hsien-yin           | 258      | 2              |
| Brasile       | Marcelo Demoliner | Croazia       | Franco Škugor            | 276      | 3              |
| Croazia       | Marin Draganja    | Spagna        | Adrián Menéndez Maceiras | 307      | 4              |

- Ranking al 18 marzo 2013.

### Altri partecipanti
Coppie che hanno ricevuto una wild card:
- Miguel Gallardo Valles /  Nicolás Massú
- Daniel Garza /  Miguel Ángel Reyes Varela
- Riccardo Ghedin /  Manuel Sánchez

## Vincitori

### Singolare
Alessio Di Mauro ha battuto in finale  Daniel Kosakowski con il punteggio di 4–6, 6–3, 6–2.

### Doppio
Marin Draganja /  Adrián Menéndez Maceiras hanno battuto in finale  Marco Chiudinelli /  Peter Gojowczyk con il punteggio di 6–4, 6–3.